# Pavel Majerík
Pavel Majerík (* 20. prosince 1945) je český sportovní funkcionář basketbalu.

## Život
Pavel Majerík v roce 1969 vystudoval elektrotechnickou fakultu na ČVUT v Praze.
Basketbal hrál za družstvo žáků Sparty Praha od roku 1957, trenérem byl Ing. Vladimír Heger, sportovní novinář Mladé fronty, trenér ligové Sparty Praha (1965–1969) a reprezentace Československa (1965–1969, 1972–1978) a Holandska (1983-85).
S družstvem dorostenců Sparty Praha v roce 1963 získal titul vicemistra a v roce 1964 titul mistra Československa, družstvo pokračovalo v kategorii mužů jako junioři Sparty a v sezóně 1964-65 vyhrálo 2. ligu a postoupilo do nejvyšší domácí soutěže basketbalu – 1. ligy, ale Sparta Praha již jeden tým v 1. lize měla, tedy junioři Sparty by nemohli hrát 1. ligu, tak ve svých 19 letech založil nový ligový oddíl basketbalu v Tatran Stavební závody Praha (ČAFC Praha), kam junioři Sparty kolektivně přestoupili a tak mohli hrát 1. ligu basketbalu.
Pavel Majerík nejen hrál, ale také vykonával funkci manažera. Dojednal generálního sponzora (Stavební závody Praha) a jako hrajícího trenéra angažoval 35letého Jiřího Baumruka (* 1930), jednoho z nejlepších hráčů historie basketbalu Československa (na Mistrovství Evropy v roce 1959 byl vyhlášen nejlepším hráčem šampionátu). Tatran Praha v 1. lize 1965/66 skončil na 12. místě ze 14 účastníků. 

Pavel Majerík se do Sparty Praha vrátil v roce 1982, stal se opět členem výboru basketbalu a od Ing. arch. Cyrila Mandela převzal ligový basketbalový tým, s nímž získal čtyři tituly vicemistra Československa (1989, 1990, 1991, 1993), jedno 3. místo (1994), jedno 4. místo (2002) a 4× páté místo (1995, 1996, 2000, 2001).
V roce 1991 do basketbalové ligy v Československu jako první přivedl hráče z USA, prvními z nich byli Lee Rowlinson (Ohio) a Tracey Walston (Brooklyn), který za Spartu odehrál 6 sezon (1991–1997).
V ligovém týmu Sparty působili dva hráči, kteří později hráli v NBA a to Jiří Zídek (roč. 1973) za Spartu hrál 1989-91, NBA (1995-98, po studiu na univerzitě UCLA), Jiří Welsch (roč. 1980) za Spartu hrál 1998–2000, NBA (2002-06), dále řada reprezentantů a předních ligových hráčů jako např. Zdeněk Douša, Michal Ježdík, Vladimír Vyoral, Libor Vyoral, Adolf Bláha, Pavel Miloš, Václav Hrubý, Jaromír Geršl, Daniel Dvořák, Pavel Frána, Ivan Beneš, David Douša, Karel Forejt, Petr Janouch, Jakub Velenský, Lubomír Lipold, Josef Hájek, František Babka, Dušan Bohunický, Ondřej Starosta, Lukáš Rob, Lukáš Kraus, Michal Bakajsa, Milan Soukup, Štěpán Reinberger, Pavel Englický, Štefan Ličartovský, David Marek a další.
V letech 1982-2005 každoročně zorganizoval přípravu ligového týmu Sparta Praha (květen, srpen-září) s celkem 440 zápasy v západní a jižní Evropě proti prvoligovým klubům zejména ve Francii (zde rekordních celkem 301 zápasů), Itálii, Německu, Rakousku, Belgii, Holandsku, Lucembursku, Portugalsku, Švýcarsku, Finsku atd.
a dále účast ve 13 ročnících Evropských basketbalových pohárech klubů v letech 1989–2002, v nichž Sparta odehrála celkem 52 zápasů (12 ročníků Koračův pohár).
Vrcholem byly zápasy proti špičkovým klubovým týmům Evropy jako mistři Francie CSP Limoges, AS Villeurbanne (Lyon), mistr Německa ALBA Berlin a účast na hvězdném turnaji v Angers TOURNOI DE L'ÉTOILE D'OR D'ANGERS za účasti vicemistra Španělska Taugres Vitoria, vicemistra Francie Pau-Orthez a 3. týmu ligy Francie Cholet Basket.
V letech 1990-1999 zorganizoval 4 turné ligového týmu Sparta Praha do USA, celkem 52 zápasů proti týmům I. divize amerických univerzit NCAA v 15 státech USA (v trojúhelníku New York – Miami – Chicago).

## Sportovní kariéra

### Hráčská
- klub:
- 1957-65 Sparta Praha (s družstvem dorostenců mistr Československa 1964, vicemistr 1963)
- 1970-71 Dukla Dejvice
- 1965-72 Tatran Stavební závody Praha (1. a 2. liga)

### Trenérská
- klub:
- 1965-70 Tatran SZ Praha, družstva dorostenců (mezi jeho hráči byl např. zpěvák Zdeněk Merta)
- 1970-71 Dukla Dejvice, 2. liga, hrající trenér, 2. místo
- 1993-94 Sparta Praha, 1. liga – NBL, 3. místo (jeho hrajícím asistentem byl Michal Ježdík)

### Funkcionářská

#### Sparta Praha
- 1961-65 Sparta Praha, od svých 16 let byl členem výboru oddílu basketbalu, jehož předsedou byl JUDr. Josef Ezr
- 1965-73 místopředseda odd. basketbalu TJ Tatran SZ Praha
- 1982-90 člen výboru oddílu basketbalu Sparty Praha a vedoucí ligového týmu mužů
- 1990-92 viceprezident a generální manažer BC Sparta Praha
- 1993–2005 prezident BC Sparta Praha

#### Sparta Praha - Evropské poháry klubů
- 1989–2002 – vedl ligový tým Sparta Praha ve 13 ročnících Evropských klubových pohárů FIBA (celkem 52 zápasů), mezi soupeři byly mimo jiné hvězdné týmy jako např. Panathinaikos Atheny, Fenerbahce Istanbul, Taugres Saski Vitoria, AEK Atheny, KK Zagreb, 4× ligové kluby z Izraele a další
- 2001–2002 – společné družstvo Nymburk + Sparta Praha, účast Evropském poháru (Severská liga NEBL)

### Československá basketbalová federace (ČSBF)
- 1962 – od svých 17 let byl členem mezinárodní komise sekce košíkové ČSTV (předseda JUDr. Miloslav Kříž)
- 1988-90 člen pléna ČSBF
- 1990-92 člen výboru ČSBF
- 1990 – autor prvních Stanov ČSBF, která se tím stala nástupnickou organizací po bývalém ČSTV, které za českou stranu podepsali Pavel Majerík a Jan Karger, za slovenskou stranu Ján Hluchý a Jozef Hodál.
- 1991 – autor nového přestupního řádu pro přestupy mezi ligovými kluby

#### Asociace ligových oddílů ČSBF
- 1990 – inicioval a zorganizoval založení Asociace ligových oddílů ČSBF
- 1990-92 – předseda sekce ligy mužů v Asociaci ligových oddílů

#### Česká basketbalová federace (ČBF)
- 1993-94 člen výboru ČBF
- 1995-97 – podle vzoru americké NBA zorganizoval 3 utkání All Star Východ-Západ (1995 Archivováno 27. 6. 2009 na Wayback Machine., 1996 Archivováno 27. 6. 2009 na Wayback Machine., 1997 Archivováno 6. 3. 2016 na Wayback Machine.) a založil novou tradici těchto utkání v České republice
- 2001 – inicioval a zpracoval návrh na vyhlášení ankety Nejlepší český basketbalista 20. století
- 1998-2002- dvě období člen Legislativní komise ČBF

#### Asociace ligových klubů (ALK)
- 1992-97 – předseda Asociace ligových klubů (předseda sekce ligy basketbalu mužů)
- 1997-98 – inicioval a zorganizoval vytvoření statistiky zápasů ligy basketbalu na internetu
- 2001 – předložil legislativní návrhy na jejichž základě byl umožněn start mladých hráčů v lize basketbalu
- 2002 – inicioval v Asociaci ligových klubů a projednal s medii návrh na vyhlašování nejlepšího hráče každého utkání Národní basketbalové ligy (NBL), nejlepšího hráče kola a nejlepšího hráče příslušného období (měsíc až play-off)
- 2003–2005 – člen komisí ALK pro marketing a pro legislativu

### Novinář
- člen Klubu sportovních novinářů (KSN ČR), člen mezinárodní organizace sportovních novinářů AIPS
- vedl českou sekci basketbalových web stránek (2 roky) Telebasket.com a (9 let) Eurobasket.com http://www.eurobasket.com/
- byl zpravodajem z mistrovství Evropy v basketbale mužů ve Francii 1999 a v Turecku 2001

### Československý rozhlas a Československá vědeckotechnická společnost (ČSVTS)
- 1971-76 zaměstnán na technickém úseku Českého rozhlasu
- 1976-91 zaměstnán na technicko-ekonomickém úseku Československého rozhlasu
- 1983 založil pobočku ČSVTS v Československém rozhlase a v jejím rámci zorganizoval v letech 1983–1988 cesty vždy skupiny cca 30-40 inženýrů a techniků do technických úseků rozhlasových studií v zahraničí: Vídeň a Linec (Rakousko), Vilnius, Riga, Tallin (Litva, Lotyšsko, Estonsko), Helsinki (Finsko), Varšava (Polsko), Kodaň (Dánsko), Brusel (Belgie), BBC – Londýn (V.Británie).